# سیارک ۹۲۵۷
سیارک ۹۲۵۷ (به انگلیسی: 9257 Kunisuke، نامگذاری:1552T-2) نه هزار و دویست و پنجاه و هفتمین سیارک کشف شده‌است که در ۲۴ سپتامبر ۱۹۷۳ کشف شد.
قدر مطلق سیارک برابر ۱۲٫۸۰ است.